# Bakoa lucens
Bakoa lucens là một loài thực vật có hoa trong họ Ráy (Araceae). Loài này được (Bogner) P.C.Boyce & S.Y.Wong mô tả khoa học đầu tiên năm 2008.